# Ораовац (Зворник)
Ораовац је насељено мјесто у општини Зворник, Република Српска, БиХ. Насеље је основано 2012. године на основу „Одлуке о оснивању насељеног мјеста Ораовац на подручју општине Зворник“ (Сл. гласник РС 100/2012 од 30. октобра 2012. године).
Овде се налази црква Светог Великомученика Пантелејмона у Ораовцу.

## Историја
Насељено мјесто Ораовац оснива се од дијелова насељених мјеста Гуштери и Глумина. Насељено мјесто Ораовац налази се у саставу КО Глумина, укупне површине 351 хектар, a по типу (карактеру) је сеоско ушорено и збијено-ушорено насељено мјесто.

## Становништво
| Демографија- | Демографија- | Демографија- |
| Година       | Становника   | Становника   |
| ------------ | ------------ | ------------ |
| 1991.        | 0            |              |